# Coenotephria championi
Coenotephria championi är en fjärilsart som beskrevs av Louis Beethoven Prout 1926. Coenotephria championi ingår i släktet Coenotephria och familjen mätare. Inga underarter finns listade i Catalogue of Life.